# Bławatnik purpurowy
Bławatnik purpurowy (Cotinga cotinga) – gatunek małego ptaka z rodziny bławatnikowatych (Cotingidae), zamieszkujący Amerykę Południową. Nie wyróżnia się podgatunków.
MorfologiaDługość ciała 18 cm; masa ciała jednego zbadanego samca – 53 g, jednej zbadanej samicy – 55 g. Charakteryzuje się krótkim, czarnym dziobem. Samiec – ciemnoniebieski z czarnymi skrzydłami i ogonem oraz ciemnopurpurowym gardłem, piersią i brzuchem. Samica – brązowa, jasnopłowo łuskowana.
Zasięg, środowiskoSkrajnie wschodnia Kolumbia, południowa i wschodnia Wenezuela, region Gujana, północna Brazylia (północna i wschodnia Amazonia). Izolowane populacje w Peru i zachodniej Brazylii. Rzadki w nizinnych lasach na piaszczystych glebach.
ZachowanieZwykle spotkać można go pojedynczo, ale występują także małe grupy gromadzące się na owocujących drzewach. Czatuje przez długi czas na gałęzi, po czym wykonuje krótki lot po owoce. Często przesiaduje na wierzchołkach drzew. Milczy, tylko podczas lotu słychać furkot skrzydeł.
StatusMiędzynarodowa Unia Ochrony Przyrody (IUCN) uznaje bławatnika purpurowego za gatunek najmniejszej troski (LC – least concern) nieprzerwanie od 1988 roku. Liczebność populacji nie została oszacowana, ale ptak ten opisywany jest jako rzadki. Trend liczebności populacji uznaje się za spadkowy ze względu na wylesianie Amazonii.